# Ali Dara
Ali Dara (Faisalabad, 1 april 1915 - 16 januari 1981) was een Indiaas hockeyer. 
Dara won met de Indiase ploeg de olympische gouden medaille in 1936. Na de splitsing van Brits-Indië kwam Dara uit voor Pakistan en eindigde als vierde.

## Resultaten
- 1936  Olympische Zomerspelen in Berlijn
- 1948 4e Olympische Zomerspelen in Londen